# Újfalussy Gábor
Vitéz Újfalussy Gábor (Nyírmihálydi, Szabolcs vármegye, 1877. július 6. – Budapest, 1945. május 3.) magyar katonatiszt, országgyűlési képviselő.

## Élete
1877-ben született Nyírmihálydiban, református vallásban. Középiskoláit a debreceni református kollégiumban végezte el, majd a Ludovika Akadémia növendéke lett. 1895-ben a debreceni 2. honvédhuszárezredben kezdte meg katonai szolgálatát. Dandártiszti iskolát és felső tiszti tanfolyamot végzett, majd a bécsi lovagló tanárképző iskolába, végül pedig Budapestre, a központi lovasiskolába került, ahol négy éven át volt a lovaglás tanára.
Az első világháború kitörését követően a debreceni 2. huszárezred századosaként indult a harctérre, ahol csaknem négy teljes évet töltött. 1914-ben három hónapig mint osztályparancsnok, Tisza István ezredparancsnoksága alatt teljesített szolgálatot. Mint század-, osztály- és ezredparancsnok, az orosz és olasz harctéren minden nagyobb ütközetben részt vett, volt a nyugati fronton is. 1916 októberében soron kívül őrnaggyá léptették elő. 
A háború végét követően, mint az 5. honvédhuszárezred parancsnoka, ezredét hazavezette törzs-állomáshelyére, Kassára. 1918 novemberében alezredesi, 1920 májusában ezredesi kinevezést kapott, 1922-ben a budapesti I. huszárezred parancsnokának nevezték ki, 1926-ban pedig, mint tábornok a honvédlovasság szemlélője lett. 1932-ben altábornaggyá nevezték ki és e rendfokozatban vonult nyugalomba, 35 évnyi tényleges szolgálat után. A kormányzó ebből az alkalomból a II. osztályú Magyar Érdemkereszttel tüntette ki. 
Nyugalmazását követően kezdett bekapcsolódni az országos politikai életbe: az 1935-ös általános választásokon a nagykárolyi választókerület (Penészlek) választotta országgyűlési képviselővé a Nemzeti Egység Pártjának programjával, 1939-ben pedig a kisvárdai körzetben jutott ismét mandátumhoz a Magyar Élet Pártja színeiben. A képviselőházban leginkább honvédelmi tárgyú vitákban hallatta a hangját.